# Mandy Rice-Davies

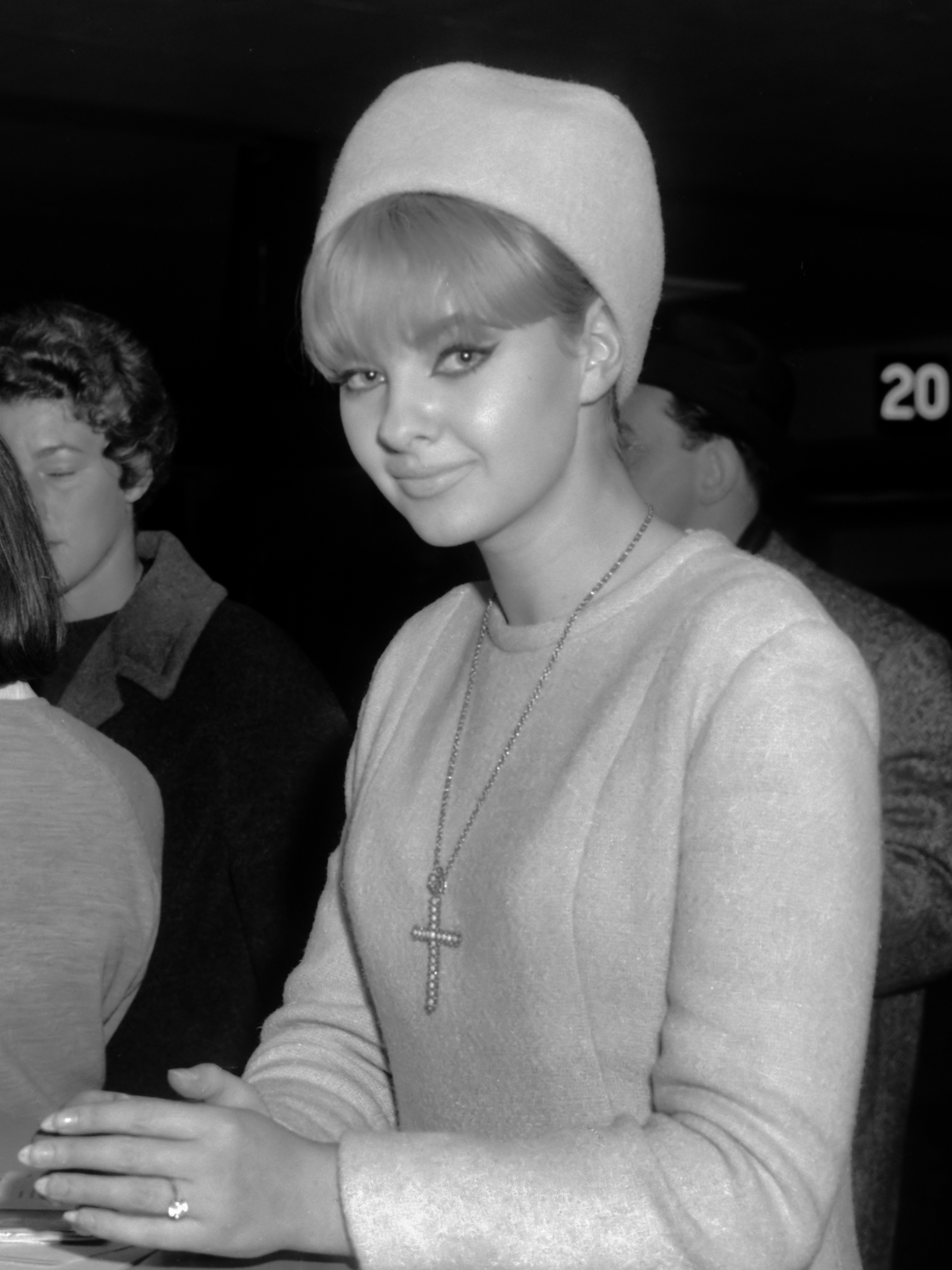
Mandy Rice-Davies (1964)

Mandy Rice-Davies, geboren als Marylin Rice-Davies (* 21. Oktober 1944 in Pontyates, Llanelli, Wales; † 18. Dezember 2014) war eine britische Tänzerin, Unternehmerin, Schauspielerin und Autorin, die besonders durch ihre Verwicklung in die Profumo-Affäre im Jahr 1963 bekannt wurde.

## Frühe Jahre
Rice-Davies wuchs in Solihull auf, einem Vorort von Birmingham. Ihr Vater war Polizist, der seinen Beruf aufgegeben hatte, um einen Reifenhandel zu betreiben, ihre Mutter war ehemalige Schauspielerin. Als Kind sang sie in einem Kirchenchor und trug Zeitungen aus, um sich Geld für den Unterhalt ihres Ponys zu verdienen. Die Lebensgeschichte von Albert Schweitzer beeindruckte sie. Im Alter von 15 Jahren begann sie eine Ausbildung in dem Modegeschäft Marshall & Snelgrove und arbeitete als Model für Werbefotografie und -filme.

## London
Mit 16 Jahren brach Rice-Davies aus ihrem gewohnten Umfeld aus und zog nach London, wo sie als Tänzerin in Murray’s Cabaret Club auftrat. Sie lernte Christine Keeler und Stephen Ward kennen, mit dem sie eine Affäre begann. Ward vermittelte sie und Keeler zu Partys in der gehobenen Gesellschaft. Sie hatte zahlreiche kurzzeitige Affären mit Männern der High Society und der Halbwelt, von denen sie teure Geschenke erhielt und die auch für den Unterhalt der gemeinsam mit Keeler bewohnten Wohnung aufkamen. So erhielt sie als Sechzehnjährige von dem umstrittenen Immobilienkaufmann Peter Rachman einen Sportwagen der Marke Jaguar als Geschenk, den Rachmans Witwe nach dessen Tod 1962 zurückforderte. Rice-Davies bestritt jedoch, jemals eine Prostituierte gewesen zu sein, obwohl gegen Stephen Ward mehrmals einschlägig ermittelt wurde. Sie sei lediglich jung gewesen und habe Spaß haben wollen. Im Prozess gegen Ward verweigerte sie zunächst die Aussage, später schien sie die Aufmerksamkeit der Presse zu genießen. Daneben betätigte sie sich weiterhin als Tänzerin und Fotomodell für Werbeaufnahmen, unter anderem für Pepsodent und Pepsi. Ihr Name tauchte jedoch immer wieder im Zusammenhang mit Skandalen und Scheidungen Prominenter auf. So will sie eine Affäre mit Lord Astor gehabt haben, was dieser bestritt. Im Prozess um die Profumo-Affäre trat sie als Zeugin auf, obwohl sie John Profumo niemals persönlich begegnet war.
Am 23. April 1963 wurde sie am Flughafen Heathrow wegen Vortäuschung eines Führerscheins verhaftet, blieb neun Tage in Haft und musste 2000 Pfund Strafe zahlen.

## Israel
Rice-Davies zog nach Deutschland und Spanien, wo sie als Tänzerin auftrat und Affären mit vermögenden Männern unterhielt, bis sie, im Alter von 21 Jahren, den Israeli Rafael Shaul, einen früheren Steward der El Al, heiratete. Gemeinsam mit ihm eröffnete sie mehrere Restaurants und Nachtclubs in Tel Aviv, unter anderem den modischen Club „Mandy’s“. Sie lernte Hebräisch und konvertierte zur jüdischen Religion. Während des Sechstagekrieges soll sie als Krankenschwester israelische Soldaten versorgt haben. Es stellte sich jedoch heraus, dass sie in der fraglichen Zeit in ihrem Nachtclub gearbeitet und lediglich in einer Schwesternuniform mit verwundeten Soldaten posiert hatte. Nach der Geburt der gemeinsamen Tochter Dana trennte sich Rice-Davies von ihrem Mann und zog nach Spanien, von wo aus sie ihre israelischen Geschäfte weiterführte. Sie hatte erneut Affären mit wohlhabenden Männern, darunter ein argentinischer Konsul sowie reiche Geschäftsmänner aus der Schweiz und Kanada. 1978 heiratete sie den französischen Restaurantbesitzer Jean-Charles Lefevre. Die Ehe wurde noch im selben Jahr geschieden. Nach der Trennung kehrte sie nach Großbritannien zurück.

## Großbritannien
In Großbritannien wandte Rice-Davies sich der Schauspielerei zu. Sie trat in verschiedenen Produktionen auf, unter anderem in Tom Stoppards Dirty Linen, Alistair Foots Komödie Bitte keinen Sex, wir sind Briten, aber auch in einer Nebenrolle in Romeo und Julia. 1980 erschien ihre Autobiografie „Mandy“. 1982 hatte sie eine Rolle in dem Erotikfilm Nana nach dem gleichnamigen Roman. Daneben hatte sie kleinere Rollen und Gastauftritte in Fernsehserien, so in Absolutely Fabulous, und war häufiger Gast in Talkshows. 1986 spielte sie eine Rolle in dem Film Absolute Beginners – Junge Helden. 1988 heiratete sie den US-amerikanischen Unternehmer Ken Foreman, mit dem sie bis zu ihrem Tod zusammenlebte. 2013 arbeitete sie an der Produktion des Musicals Stephen Ward von Andrew Lloyd Webber mit.
Rice-Davies verstarb im Alter von 70 Jahren nach einer kurzen Krebserkrankung.

## Trivia
Als Rice-Davies bei einem Prozess vorgehalten wurde, dass Lord Astor eine Affäre mit ihr bestreite, antwortete sie knapp: „Well he would, wouldn’t he?“ („Na, natürlich tut er das“). Diese berühmte Äußerung fand Eingang in das von der Oxford University Press herausgegebene Oxford Dictionary of Quotations. Mit Hinblick auf die Profumo-Affäre sagte sie, wenn sie ihr Leben noch einmal leben könnte, würde sie wünschen, dass es das Jahr 1963 nie gegeben hätte. Ferner äußerte sie: „Ich habe nie etwas bedauert. Ich gehöre zur existentialistischen Schule. Ich habe es getan und das war’s.“

## Rezeption
Der 1989 erschienene Film Scandal thematisiert die Profumo-Affäre. Rice-Davies wird darin von Bridget Fonda dargestellt.